# После свадьбы (фильм, 1962)
«По́сле сва́дьбы» — советский художественный фильм по одноимённой повести Даниила Гранина.

## Сюжет
После свадьбы молодого рабочего парня посылают в деревню. Через год ему представляется возможность вернуться в Ленинград, но, почувствовав себя необходимым колхозу, он остаётся в деревне…

## В ролях
- Станислав Хитров — Игорь Малютин
- Наталья Кустинская — Тоня Малютина
- Алефтина Константинова — Вера
- Леонард Борисевич — Алексей Иванович Ипполитов, инженер
- Павел Кашлаков — Генька, механик
- Юрий Соловьёв — Семён, механик
- Георгий Сатини — Юрий Павлович Писарев, главный инженер
- Вера Титова — Надежда Осиповна
- Евгений Тетерин — Виталий Фадеевич Чернышёв, председатель колхоза
- Борис Коковкин — Кислов, секретарь райкома
- Борис Аракелов — Ахирамеев, рабочий
- Александр Афанасьев — Тихон Абрамович Анисимов, начальник колхозной мастерской
- Зоя Александрова — жена Саётыча
- Олег Белов — рабочий
- Виталий Матвеев — Тихон Чудров
- Валентина Пугачёва — Лена Черенц
- Роза Свердлова — Мария Тимофеевна, жена Чернышёва, сельская учительница
- Владимир Костин — военный на вокзале (нет в титрах)
- Иннокентий Смоктуновский — текст от автора

## Съёмочная группа
- Сценарист: Даниил Гранин
- Режиссёр: Михаил Ершов
- Оператор: Владимир Бурыкин
- Композитор: Олег Каравайчук
- Художник: Алексей Федотов